# Christopher Gable
Pour les articles homonymes, voir Gable.
Christopher Gable est un danseur de ballet, chorégraphe et acteur britannique, né le 13 mars 1940 à Londres (Royaume-Uni) et mort le 23 octobre 1998 près de Halifax (Royaume-Uni).

## Filmographie

### Comme acteur
- 1969 : Love (Women in Love) : Tibby Lupton
- 1971 : La Symphonie pathétique (The Music Lovers) : Count Anton Chiluvsky
- 1971 : The Boy Friend : Tony Brockhurst
- 1974 : Pianorama
- 1976 : The Slipper and the Rose : John
- 1977 : The Hunchback of Notre Dame (TV) : Pierre Gringoire
- 1983 : L'Espace d'une vie ("A Woman of Substance") (feuilleton TV) : Arthur Ainsley
- 1983 : Wagner (feuilleton TV) : Peter Cornelius
- 1984 : Doctor Who (série télévisée) « The Caves of Androzani » : Sharaz Jek
- 1987 : A Simple Man (TV) : L.S. Lowry
- 1988 : Le Repaire du ver blanc (The Lair of the White Worm) : Joe Trent
- 1989 : L'Arc-en-ciel : Will Brangwen

### Comme réalisateur
- 1994 : A Christmas Carol (TV)